# ダブルトーン
ダブルトーン
1. 1種類のモノクロ階調原稿から、スクリーン角度を変えた2種類の製版フィルムを作成し、異なる2色のインキを刷り重ねること。豊かな2色効果の仕上がりとなる。
2. 梶尾真治による小説。それを原作としたテレビドラマ。本稿で記述・説明する。

『ダブルトーン』は、梶尾真治による日本の小説。
『月刊百科』（平凡社PR誌）に2010年7月号から2011年6月号、そして「ウェブ平凡」（平凡社ホームページ）に2011年7月から2012年2月に連載されたものを加筆・訂正した上で刊行された。
2013年、NHK BSプレミアムにてテレビドラマ化される。

## あらすじ
主婦として夫と娘と暮らし、税理士事務所でパート勤めをしている田村裕美には、不思議な感覚の記憶があった。その中で自分は主婦ではなく、独身でバリバリ仕事をして働いている。入れ替わりは目覚めるタイミングで、前日までの自分の記憶はちゃんと持ったまま、どこも時系列を通して欠落したところはない。その記憶は実にはかなげで頼りなく不確実なもの、しかし、同時にとても大切なもの―。
同様の感覚を独身OLとして小さな企画事務所に勤めている中野由巳もまた感じていた。自分の中に、自分ではない人物として夫や子供と暮らしている記憶があるのだ。最初はくもりガラスの向こうに動く影のようなものだったのに、徐々に輪郭がはっきりしてくるような…。この不思議な感覚は一体何なのだろう?
朝起きてすぐは記憶している事柄も、しばらくすれば雲散霧消してしまうためそれほど気にも留めていなかったが、いつしかその記憶は鮮明に残るようになり、現実と不思議な記憶の間に共通する人物が登場するようになった。そして田村裕美は中野由巳としての記憶の中で、自分と結婚しているはずの田村洋平を有沼郁子から紹介されて愕然とする。「そうよ、田村くんには奥さんがいたわ。でも、不幸なことに亡くされたのよ。だから、田村くんは今、娘さんと二人暮らしなの」―。聞けば娘の亜美は保育園の年長組で、裕美と由巳の間には2年の時のズレがあることがわかった。中野由巳は実在するのか、それならば田村裕美はどうなってしまうのか?
真相を知るため、2人は朝起きたらすぐに前日の自分に何があったか記録するようにして情報交換を始める。

## 登場人物

### 主人公
田村 裕美（たむら ゆみ）
30代前半の主婦。上熊本駅前にある「山根税理士事務所」に結婚前から勤めており、結婚後も所長の好意で朝10時半から夕方4時までパートとして働き続けている。夫・洋平とは所長の友人の会社社長が主催する若者向けの地域交流会で有沼郁子に紹介されて出会い、5年前に結婚した。亜美という娘がいる。夫婦仲が別段悪いわけではないが、洋平との会話はほとんどなく、会話をする時は敬語。サスペンスやホラーの類いが苦手。
いつの頃からか、夜の眠りがスイッチのように自分が誰かと切り替わり、自分が田村裕美ではない一日という不思議な感覚の記憶がある。その不思議な記憶の中の自分は仕事を持っていて、その仕事は輝いているように思え、その感覚のおかげで前向きになれている。ただし、裕美ではないときの記憶は霧の中のようなイメージしかない。
中野 由巳（なかの ゆみ）
24歳、独身OL。熊本市内東部の水前寺の県庁近くのアパートで独り暮らし。熊本市内中央部にある水道町、手取天満宮近くのビルの2LDKの一室にある20年もこの業界で商売を続けている老舗「タカタ企画」に勤めていて、大手の広告代理店の下請けのような仕事をしている。「タカタ企画」には元々熊本県立大学の学生の頃に広告研究会にいた頃から出入りしてアルバイトとして働いていたが、そのときの女性社員がたまたま寿退社することになり、彼女の推薦によって林専務から声がかかり、就職が決まった。社長と専務、そして正社員は由巳だけという小さな会社なので、仕事は事務方からイベントMCとして舞台に立ったり地域FMのパーソナリティを務めたりと多岐にわたるが、給与は同世代のOLの平均より優遇されており、充実感に溢れた毎日を送っている。天草の本渡にある旅館の娘として生まれたが、旅館は兄夫婦が継いでいる。サスペンスが好きで甘いものが大好き。
自分の心の中に、自分の記憶と無関係な記憶が存在している。ある時は裕美である自分をはっきりと認識できるが、次の瞬間には自分は何かの妄想に捉われていたような気がしてくる。既視感を感じ、「結婚なんかするもんじゃない」という感覚が自分の中にわきおこる。

### 重要人物
田村 洋平
裕美の夫。ハンサムではないが真面目で優しい。ただ、無口で面白みに欠ける。低血圧で朝が弱い。自分の気持ちを伝えるのが苦手。事務用品を取り扱う「ケー・オー・エス（片平オフィスサービス）」で営業職をしている。
有沼郁子の紹介で「タカタ企画」に営業に来て由巳と顔を合わせる。
有沼 郁子
個人のデザイン事務所を開いているデザイナー。裕美より3歳年上で30歳半ば。「山根税理士事務所」所長とは顔なじみで、裕美とは地域交流会で知り合い、デザイン事務所の経理を裕美に任せている。洋平とは小学校の同級生で幼馴染、姉弟のような関係なので、郁子が洋平を小学校の同級生だと紹介して引き合わせた。さばさばとした性格で飾り気がなく、裕美とはよく気が合う。ボーイッシュな髪型、くるくる動く大きな瞳をしている。別れの挨拶時、大げさに手をふるクセがある。
新聞のシリーズ広告のイラストで「タカタ企画」の林専務に採用され、その仕事でデザイン賞をとったことがあるため、林専務とも昔からの馴染みで「アリちゃん」と呼ばれている。由巳とは「タカタ企画」に広報誌のコンペの仕事を依頼された時に顔を合わせ、すぐに意気投合した。
タツノ
髪が薄く、ずんぐりとした小肥りの男。目が細く、縁なし眼鏡をかけている。感情が表に出ない。「タカタ企画」の高田社長、林専務と高校時代の同級生らしいが、裕美の前にも由巳の前にも現れる謎の男。

### その他
田村裕美の関係者
田村 亜美
裕美の娘。「春日しいのみ保育園」に通っている。幼いながら聞き分けがよく、敏感に母親の心を感じ取り、いつも裕美を気遣ってくれる。ソーセージと目玉焼きが大好き。
棚田 るみ
亜美の保育園の担任の先生。
平田 信子
「山根税理士事務所」に裕美と同期で入った同僚。
永田 玲奈
最近「山根税理士事務所」に入ってきた若い女性社員。
山根
「山根税理士事務所」の所長。60歳を過ぎていて、妻と2人暮らし。
中野由巳の関係者
高田 謙一
「タカタ企画」の中年社長。林専務とは高校時代の同級生であり、同じ広告代理店に勤務して再会。その後2人で独立して起業。運命共同体コンビとして人生を送ってきた。
林
「タカタ企画」の専務。話す時に何度も首を傾げる癖がある。人柄が良い。読書家（冒険小説やミステリーが特に好き）で映画好き。
吉田
熊本県内で中規模の食品スーパーを数か所チェーン展開している麻山産業の常務。50代半ば。高田社長の友人で、「タカタ企画」に仕事をまわしたり、ときおり社長を訪ねて立ち寄ったりする。県庁に勤めている27歳の一人息子がいる。

## テレビドラマ
『ダブルトーン 〜2人のユミ〜』として映像化され、2013年6月29日から8月3日までNHK BSプレミアムのプレミアムよるドラマ土曜日23:15 - 23:45（JST）枠で放送。全6回。
主演の中越典子と黒谷友香は2000年10月期放送の日本テレビ系ドラマ『ストレートニュース』で初共演した時から「ともやん」「のりっぺ」と呼び合う程の仲で今回の再共演を喜んだが、物語の性質上、実際はメイクルームでしか会うことはなく、2013年3月から4月に東京都内・近郊でロケが行われたが、それぞれが並行して撮影された。

### キャスト
- 中野由巳 - 中越典子
- 田村裕美 - 黒谷友香
- 田村洋平 - 吉沢悠
- 有沼郁子 - 友近
- 林丈一郎 - モロ師岡
- 龍野勲 - 嶋田久作
- 田村亜美 - 原涼子

### スタッフ
- 脚本 - 山本あかり
- 音楽 - 尾澤拓実
- 主題歌 - wacci「夏休み」
- 演出 - 三木康一郎
- 制作統括 - 管原浩（NHK）、志岐誠（佐世保映像社）

### 放送日程
| 各話   | 放送日  | サブタイトル         |
| ------ | ------- | -------------------- |
| 第1回  | 6月29日 | 夢の中のあなたは誰?  |
| 第2回  | 7月06日 | 時を越えたメッセージ |
| 第3回  | 7月13日 | 愛のレシピノート     |
| 第4回  | 7月20日 | 迫る男               |
| 第5回  | 7月27日 | 涙のキス             |
| 最終回 | 8月03日 | 二人に迫るXデイ      |